# Moravské Málkovice
Moravské Málkovice är en ort i Tjeckien.   Den ligger i regionen Södra Mähren, i den östra delen av landet, 210 km öster om huvudstaden Prag. Moravské Málkovice ligger 272 meter över havet och antalet invånare är 569.
Terrängen runt Moravské Málkovice är platt åt nordväst, men åt sydost är den kuperad. Terrängen runt Moravské Málkovice sluttar norrut. Runt Moravské Málkovice är det ganska glesbefolkat, med 43 invånare per kvadratkilometer. Närmaste större samhälle är Vyškov, 7,0 km väster om Moravské Málkovice. Trakten runt Moravské Málkovice består till största delen av jordbruksmark.